# 마틸드 코몽

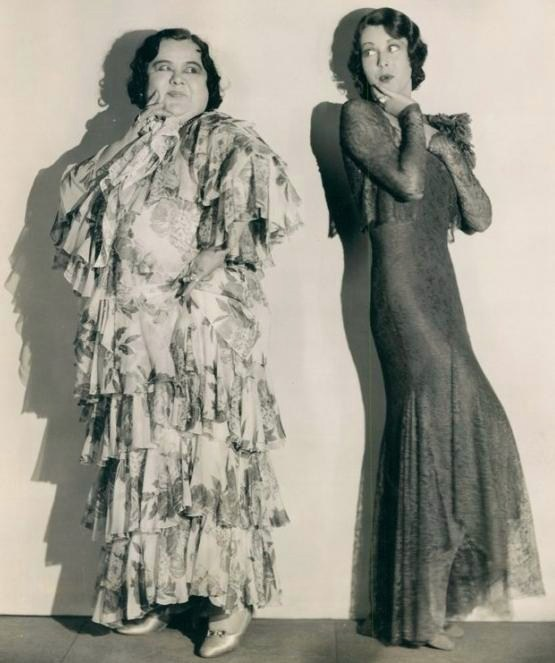

마틸드 코몽(프랑스어: Mathilde Comont, 1886년 9월 9일 ~ 1938년 6월 21일)는 프랑스의 배우이다.
보르도에서 태어났으며 미국 할리우드에서 사망하였다. 사인은 심근 경색이다.

## 영화
- 실링 제로 (1936년)
- 푸어 리틀 리치 걸 (1936년)
- 안소니 에드버즈 (1936년)
- 삶의 설계 (1933년)
- 쿠바인의 러브송 (1931년)
- 콜 오브 더 플레쉬 (1930년)
- 로맨스 (1930년)
- 파리 앳 미드나잇 (1926년)
- 키키 (1926년)
- 씨 비스트 (1926년)
- 바그다드의 도둑 (1924년)
- 로시타 (1923년) - 로시타 어머니 역